# Аганспахич, Алмир
Алмир Аганспахич (сербохорв. Almir Aganspahić; род. 12 сентября 1996, Сараево) — боснийский футболист, нападающий македонского клуба «Шкендия».

## Карьера
Начал карьеру в молодёжной команде клуба «Олимпик» из Сараева. 11 марта 2013 года перешёл в «Сараево». Дебютировал за новый клуб спустя два месяца — 18 мая в матче премьер-лиги против «Зринськи». В июле сыграл 1 матч в квалификации лиги Европы.
В 2012 году сыграл несколько матчей за сборную Боснии и Герцеговины до 17 лет в рамках отборочного турнира к чемпионату Европы.

## Достижения
- Обладатель Кубка Боснии и Герцеговины (1): 2013/14